# Modrzewie (Stępuchowo)
Modrzewie – część wsi Stępuchowo w Polsce, położona w województwie wielkopolskim, w powiecie wągrowieckim, w gminie Damasławek.
W latach 1975–1998 Modrzewie administracyjnie należały do województwa pilskiego.